# Тиберий Клавдий Север Прокул
Тиберий Клавдий Север Прокул (на латински: Tiberius Claudius Severus Proculus; * 163, † 218) е политик и сенатор на Римската империя през края на 2 век и началото на 3 век.

## Биография
Прокул произлиза от Pompeiopolis в Пафлагония. Син е на Гней Клавдий Север (консул 173 г.) и на принцеса Ания Аврелия Галерия Фаустина, дъщеря на император Марк Аврелий и Фаустина Млада. Той е половин брат на Марк Клавдий Умидий Квадрат от първия брак на баща му с Умидия Квадрата (племенница на Марк Аврелий), който е осиновен от Марк Умидий Квадрат Аниан (консул 167 г.) и за участие в Луцила-заговора срещу Комод е екзекутиран през 182 г.
През 200 г. Прокул е консул заедно с Гай Ауфидий Викторин. След консулата си Прокул се жени за втората си братовчедка по майчина линия Ания Фаустина, дъщеря на Умидия Корнифиция Фаустина и внучка на Ания Корнифиция Фаустина и Гай Умидий Квадрат Аниан Вер (суфектконсул 146 г.). Двамата имат дъщеря Ания Фаустина (* 201 г.), която става през 221 г. трета съпруга на император Елагабал.